# Lough Neagh
Il Lough Neagh (pronuncia [lɒx neɪ]; Irlandese Loch nEathach [lɔx ˈɲahax], italiano: Lago di Eachaidh) è un vasto lago situato al centro dell'Irlanda del Nord, di cui occupa poco meno del 3% del territorio, ed è spartito da ben cinque delle sei contee che formano lo Stato, ovvero Londonderry, Tyrone, Armagh, Antrim e Down.

## Geografia
Con un'area di 388 km² e approssimativamente di 30 km (20 miglia) di lunghezza e 15 km (9 miglia) di larghezza, il lago è il più vasto di tutta l'isola d'Irlanda e dell'intero arcipelago britannico, oltre che il settimo dell'Europa occidentale dopo i laghi scandinavi e quelli alpini di Costanza e Ginevra.
Situato all'incirca a 30 km ad ovest di Belfast, è poco profondo intorno alla riva ed ha una profondità media nella parte centrale del lago di circa 9 metri (30 piedi), anche se il punto più profondo del lago è di circa 25 metri (80 piedi) di profondità.
Date le dimensioni del Lough Neagh, ci sono svariate isole: Coney Island, Coney Island Flat, Croaghan Flat, Derrywarragh Island, Padian, Phil Roe's Flat e The Shallow Flat sono le principali.
I maggiori centri situati sulle sponde del lago o immediatamente nelle vicinanze sono Antrim, Toomebridge, Ballyronan, Ballinderry, Moortown, Ardboe, Maghery, Lurgan e Magherafelt.

## Economia e utilizzo

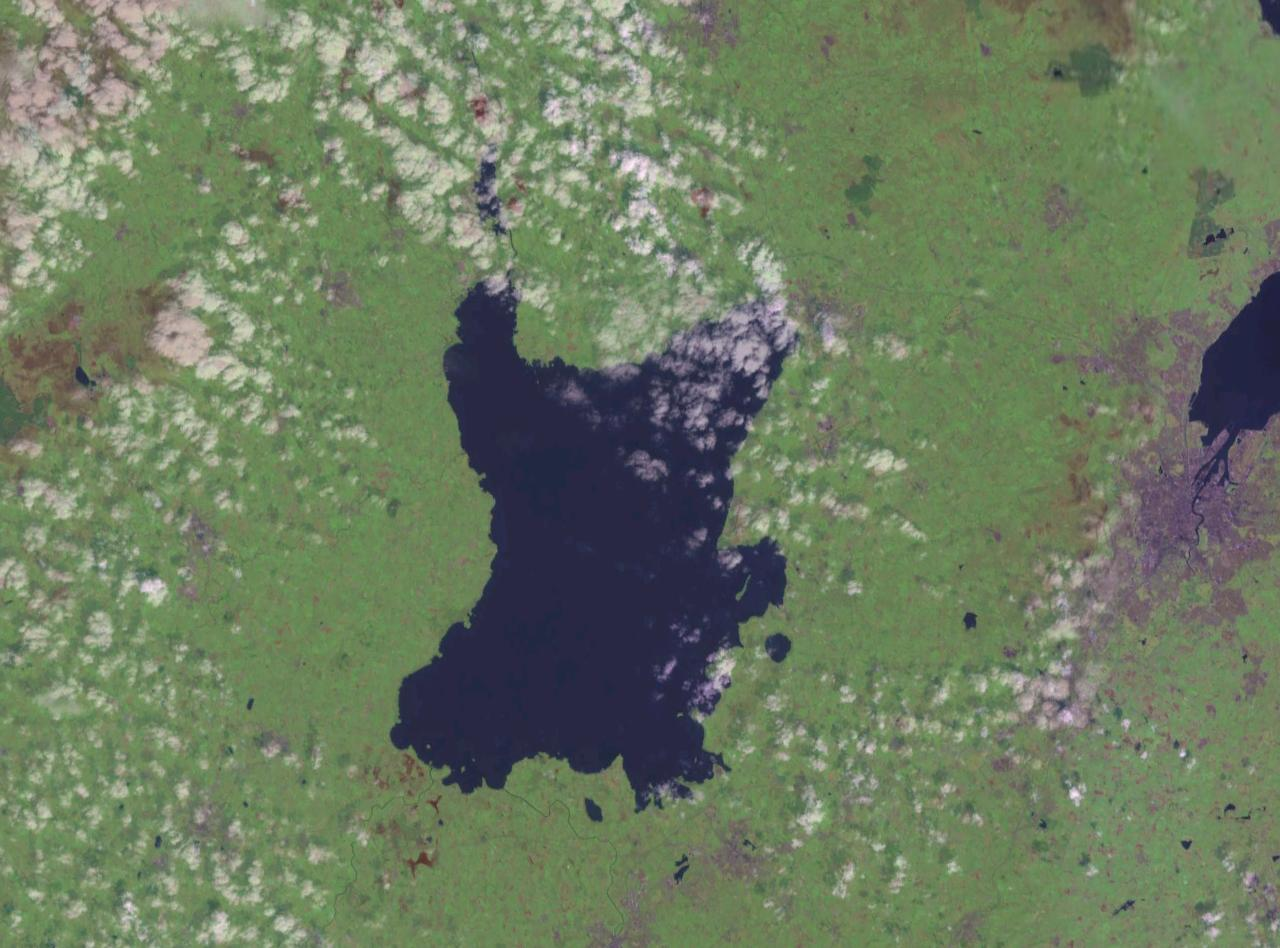
Il Lough Neagh da satellite

Sebbene il lago sia usato per una varietà considerevole di attività ricreative e commerciali, è molto esposto ai venti e tende ad essere molto mosso in poco tempo. Uno degli utilizzi principali è quello di risorsa di acqua potabile da parte del DRD Water Service. Ci sono anche molti progetti per aumentare il volume dell'acqua da prelevare dal lago attraverso un impianto a Hog Park Point, ma non sono stati mai messi in atto.
Il Lough Neagh è oggetto di operazioni di soccorso disponibili 24 ore al giorno. È un servizio di volontari, ma i membri sono molto dedicati alla causa e molto esperti ed efficienti. I salvataggi sono coordinati dall'Agenzia Marittima e la Guardia Costiera.
Il lago attira birdwatcher di varie nazioni grazie al discreto numero di uccelli che nidificano e volano sulle sponde e sulle brughiere circostanti.
La pesca delle anguille è stata l'attività economica principale del luogo per secoli, e tutt'oggi le pescherie locali esportano questo pesce in tutto il mondo.
Per molto tempo il Lough Neagh era considerato un bene pubblico dello Stato, ma nel 2005 è risultato come una proprietà antica dei Conti di Shaftesbury: questa situazione potrebbe portare a serie implicazioni per cambiamenti progettati in considerazione del servizio delle acque pubbliche in Irlanda del Nord, dato che il lago offre circa il 40% dell'acqua potabile della nazione oltre che utilizzato per molti altri scopi.

## Mitologia
Un'antica leggenda irlandese narra che il Lough Neagh sia stato formato dal gigante Fionn mac Cumhaill, che avrebbe preso un grosso pezzo di terreno per lanciarlo al suo rivale in Scozia. Nel sollevare la quantità enorme di terra, si sarebbe formato il lago, mentre, per un lancio sbagliato del gigante, il terreno caduto nel Mare d'Irlanda avrebbe creato l'Isola di Man.